# Rezvanshahr
Rezvanshahr este un oraș din Iran.